# スタグフレーション
スタグフレーション（英: stagflation）とは、経済における状態の一つである。stagnation（停滞）とinflation(物価上昇)のかばん語で、経済活動の停滞（不況）・失業率が高い状態・物価の持続的な上昇が併存する状態を指す。「景気が上向くと消費が活発化し、物価が上がる」「景気が落ちこむと需要が縮小し、物価が下がる」という通常の流れとは異なる経済現象。
スタグフレーションという用語は、英国保健大臣のイアン・マクロード下院議員が1965年の英国病、議会での演説の中で自国の経済状況を発したのが始まりとされる。
スタグフレーションの厄介な点は、一旦なると制止が極めて難しい点にある。通常の「景気後退・成長の鈍化」であれば、金利を下げることで支出・消費を刺激できる。しかし、スタグフレーション中に金利を下げるとインフレを悪化させ、通貨が暴落するハイパーインフレを招く点にある。通常(非スタグフレーションの不況下)では、物価上昇は、失業率低下と同時に起きる。しかし、スタグフレーションだと雇用減少と失業率の双方が上昇で経済活動が停滞する中で、物価の下落ではなく物価の上昇が発生している状況となる。

## 原因
スタグフレーションにはいろいろな要因が指摘されている。通常は物価上昇（インフレーション）と景気とは同時進行的であると理解されており、フィリップス曲線にみられる実証研究によりその有意性には一定の評価がある。スタグフレーションが発生するのは以下のような要因によりフィリップス曲線が右上にシフトするためと解説される。

### 供給ショック
供給曲線の左シフトによって、取引量の減少と価格の上昇が引き起こされた状態。デマンド・プル・インフレーションのように総需要の高まりが価格を上昇させる場合と異なり、何らかの外的要因によって生産コストが増加し、それが販売価格に転嫁されるコスト・プッシュインフレーションの場合に起こりうる。需要が変わらない中で価格が上昇するため取引量も減少することになり、インフレと不景気の複合=スタグフレーションになる。あるいは、戦争や災害による生産設備の損傷や天候不調などによる凶作などといった、供給能力の減少によって総需要に見合うだけの生産が出来ない場合にも、価格の上昇と取引量の減少が起きうる。
供給側の制約を十分に考慮せず、拡張的な経済政策を続ければやがてインフレとなり、それを引き締めようとすれば今度はスタグフレーションになる。
このような原因によるスタグフレーションの具体例として、1973-1974年の第1次オイルショック、1979年の第2次オイルショックでは多くの先進国がスタグフレーションに悩まされたことがよく挙げられる。1980年代に入り石油価格がほぼ半値まで低下しスタグフレーションからの脱却は成功した。生産設備や生産工程の見直し、省エネルギー運動による供給力向上や原油価格の影響を受けにくい体制作りも脱却の一因である。

### 物価と賃金のスパイラル
物価・賃金スパイラル（Wage-Price Spiral）とは、労働運動などを要件に恒常的・定例的な賃上げが不況下で行われる場合。あるいは賃金・価格統制が解除されることで賃金・物価がキャッチアップインフレを起こす場合。
景気拡大→労働不足→名目賃金の上昇→非正規雇用・労働時間の増加→労働供給量の増加→生産の拡大→緩やかな物価上昇を伴った経済の拡大といった循環を経て、労働者が実質賃金（名目賃金を物価で割り引いたもの）が下がったと判断しその結果、労働組合が将来のインフレ率を織り込み賃金の引上げを要求し、企業が賃上げを受け入れる。このように名目賃金率とインフレ率が同時に同じ速さで上昇すると、実質賃金が上昇しなくなるため、労働供給量が減少し、統計的に失業率が上昇する。こうして、失業率が上昇しているのにインフレ率も上昇しているというスタグフレーションが発生する。

### 景気後退と通貨価値下落の重合
通貨価値が下落するも不況から脱せない場合。あるいは国債発行残高が大規模になり、もはや財政ファイナンス（マネタイゼーション 政府発行公債を中央銀行が引き受けること）を行わなければ財政が維持不能となることが懸念され、中央銀行が貨幣発行量の独立的コントロールを失って不況下であるにもかかわらずインフレが発生してしまう場合。

### 税制上の要因
累進課税下でのコストプッシュ・インフレは増税に機能する、また企業の減価償却費の実質価値を減価させる。この要因から消費・投資行動に抑制的バイアスが働く。

## 対策

### 金融政策
金融政策としては、売りオペを行って市場の通貨流通量を減らすことで金利を上昇させる金融引き締めが挙げられる。
しかし、この政策を行った場合は借入に依存した経営を行っている中小企業の倒産や失業率の増大を招くリスクがある。

### 需要抑制策(緊縮財政・企業の支出削減)
総需要・総供給モデルにおける需要曲線の左シフトである。
政府においては増税や福祉政策の削減といった総需要抑制政策、企業においては賃金カットや福利厚生の削減が挙げられる。
しかし、これらは失業率の増大を招くリスクがある。

### 供給拡大策(公共投資・規制緩和・構造改革・産業競争力の向上・市場開放)
総需要・総供給モデルにおける供給曲線の右シフトである。
1980年代に英米では、日本の自動車企業の誘致や金融ビッグバン政策が行われた。結果、両国とも自動車の生産台数が回復するなどして、1990年までに失業率はピーク時の2/3から半分近くまで低下した。また、英国においては北海油田の開発による供給改善の好影響もあった。

## 歴史
1970年代、アメリカ・日本でインフレ率が二桁台に上昇し、失業率・インフレ率も高まるという状況が生じた。この時期のスタグフレーションは石油危機によるコスト・プッシュインフレとして論じられることが多い。

### イギリス
「英国病」も参照
1960年代末から1970年代におけるイギリスはインフレと失業が深刻であった。マーガレット・サッチャー首相はケインズ経済学を放棄し、市場経済を重視する新古典派経済学の政策である規制緩和・民営化・競争促進・福祉削減を実行した（サッチャリズム）。サッチャーの改革は、イギリス経済を建て直した。一方で、政策金利引き上げによるインフレ抑制政策であったため、失業者を増大させ、地方経済を不振に追いやった血も涙もない人間としての評価もある。
低インフレを達成した1997年、労働党のブレア政権が成立すると、サッチャーによって廃止された地方公共団体や公企業が復活し、また教育政策においても、サッチャー政権が導入した競争型の中等学校が事実上廃止され、公立学校の地位向上が図られるなど、サッチャリズムの弊害除去がイギリスの重要な政策になった（第三の道）。

### アメリカ
アメリカでは1979年の第2次オイルショックにより、スタグフレーションが深刻化した。1980年代にはロナルド・レーガン大統領による減税・規制緩和を柱とした経済政策「レーガノミクス」や当時の連邦準備制度(FRB)議長であるポール・ボルカーによる強力な金融引き締め政策によってインフレは終息した。ボルカーの「ディスインフレ」政策は1980年代のインフレを劇的に抑えた一方で、10%に迫る失業率を生み出した。
ベン・バーナンキは、1970年代のアメリカのインフレの原因について「民間の経済主体の高いインフレ期待が、高いインフレーションもたらした」と指摘している。
また、スタグフレーションに悩まされた1970年代から1980年代のアメリカではインフレ率と失業率を単純に足し合わせた悲惨指数（英語: Misery index (economics)）が大統領選取り上げられ、議論された。

### 日本

#### 昭和金融恐慌
田中秀臣の主張では1927年、田中義一内閣が震災手形を配布し、各民間銀行に日本銀行が巨額の救済融資を行い、取り付け騒ぎを鎮めたが、再三の日銀特融による日本銀行券の増発によって、不況の中のインフレの発生（スタグフレーション）に陥ったとしている。
一方で、平成13年度 年次経済財政報告によると、「1920～31年にかけて、消費者物価が約36%下落し、日本経済は、期間、幅ともにもっとも大きいデフレを経験した（ただし、24、25年は若干上昇した）。」とあり、また昭和金融恐慌の発生した1927年3月以降の東京小売物価指数(1914年7月=100)は、発生月の193をピークに昭和恐慌の収まる1932年8月まで漸減傾向であり、昭和恐慌下での物価統計に基づくインフレは確認されていない。
また、昭和金融恐慌に対して、同年4月に大蔵大臣に就任した高橋是清による3週間の支払猶予を認める緊急勅令渙発と大量の紙幣増発(裏面の印刷を省略した200円札の発行等)によるインフレ政策を行ったが、物価の下落が緩やかになっただけであり、年次推移で見るとインフレには至っていない。
一方、中野剛志によれば、当時の大蔵大臣である高橋是清はケインズを先取りしたケインズ主義的政策を断行した。1936年までに国民所得は60％増加し、完全雇用も達成したとも主張している。

#### オイルショック
1970年代前半の第一次オイルショックでは工業生産の停滞が起き石油の需要にはブレーキがかかったが、生産縮小から労働需要にもブレーキがかかり失業増大を招いた。
一方、1970年代末、多くの先進諸国が第二次オイルショックでスタグフレーションに陥る中、日本の影響は軽微に留まり1980年代後半からの好景気へ入っていった。これは産業の合理化や英米と比較して協調的な労使関係、第1次オイルショックでの過剰な調整により生産・雇用の余力があったこと、電源三法を整備して石油代替エネルギーとして原子力発電が普及していったことが原因と見られる。

なお、1980年代はその初頭にふたたび石油価格が上昇してスタグフレーションを招いたが、その後は逆に石油価格がほぼ半値まで下落し「物価安定と好景気」が先進国を活気付けた。

#### サブプライムローン問題
2008年、サブプライムローン問題に端を発した米国不景気から資金が原油や穀物市場に流れて価格が高騰、その結果各種コスト高から物価が上昇した。日本銀行の白川方明総裁は、同年5月27日に開かれた参議院の財政金融委員会で日本がスタグフレーションに陥るおそれがあるとしたが、7月17日の会見ではスタグフレーションの発生を否定する認識を示した。その後、世界景気の急速な後退などを背景に原油・穀物価格は2008年後半から急速に下落、翌年にかけては内外の需要の落ち込みと輸出の急減で個人消費や消費者物価の下落が顕著となり、結局はデフレーションまでにとどまった。

#### 2015年
経済学者のポール・クルーグマンは「日本では今（2015年）、急速な円安のマイナス面が表面化し、物価が上昇している。それに対して賃金の上昇が追いついていないために、スタグフレーションに陥りつつある」と指摘している。

#### 2022年
2022年ロシアのウクライナ侵攻に端を発した物価上昇や円安により、スタグフレーションに陥る可能性が指摘されていた。